# Дванадцять Апостолів (скелі)
Дванадцять Апостолів (англ. The Twelve Apostles) — група вапнякових скель в океані біля узбережжя в Національному парку «Порт-Кемпбелл» на Великій океанській дорозі (B100) в австралійському штаті Вікторія.

## Історія

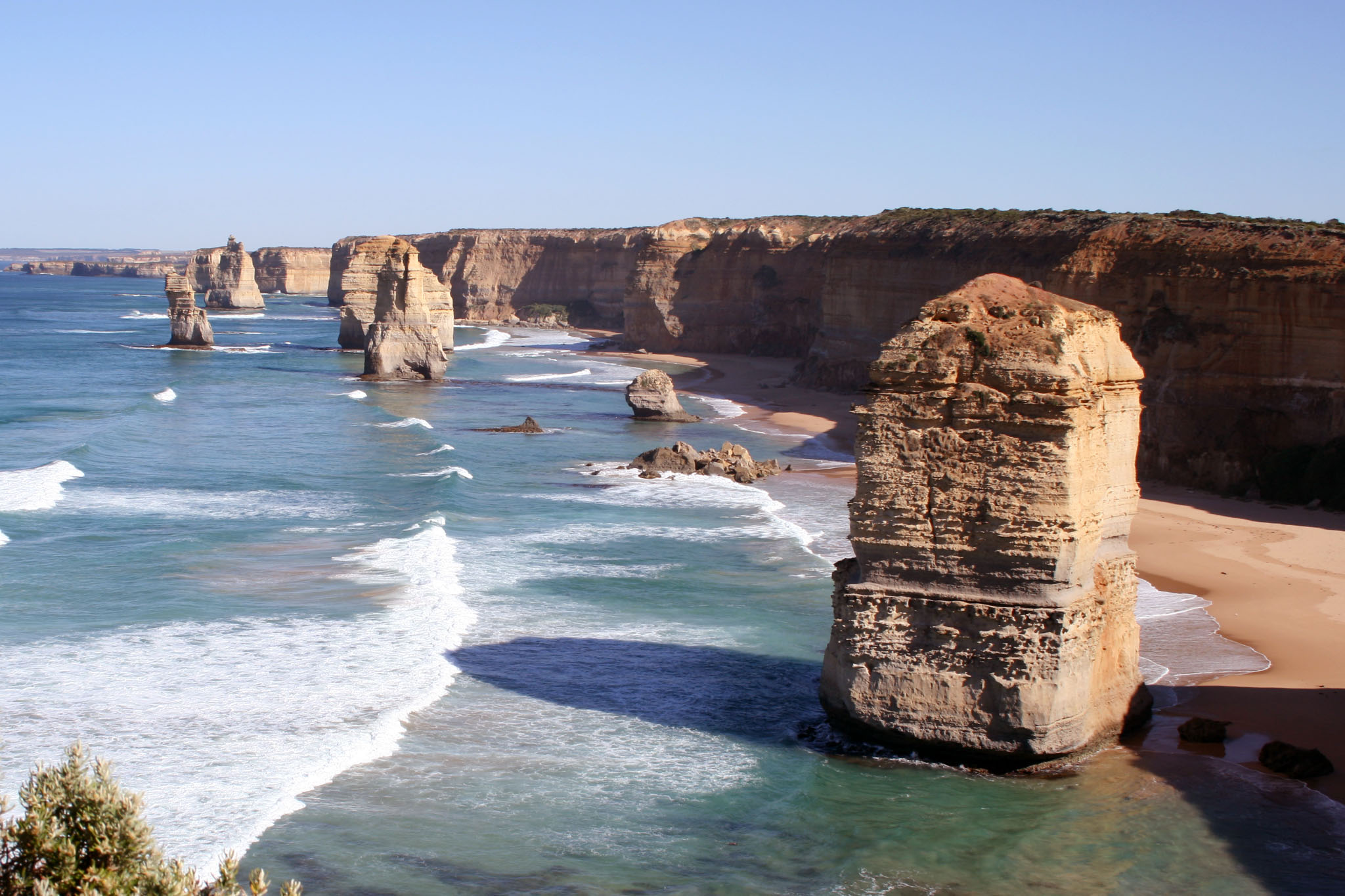
Дванадцять Апостолів

Зовнішній вигляд скель та невелика відстань один від одного зробила місце популярною туристичною пам'яткою. Спочатку місце називалося «Свиня і поросята». Назва була змінена на «Дванадцять Апостолів» в 1950-х роках з метою привернути більше туристів, хоча в групі тільки дев'ять скель.

## Географія
Дванадцять Апостолів розташовані між містечками Порт-Кемпбелл та Принстон на Великій океанській дорозі. На початку 2000-х на дорозі був побудований туристичний центр, щоб надати зручну стоянку і кращий огляд групи. Також популярний обльот групи на вертольоті.